# バディ・コンプレックス
『バディ・コンプレックス』は、サンライズ制作の日本のオリジナルロボットアニメ。2014年1月から3月まで放送された。全13話。また、同年9月にアニメ第13話の続編にあたる、『バディ・コンプレックス 完結編 -あの空に還る未来で-』が前後編で放送された。略称は『バディコン』。

## 概要
サンライズ、バンダイビジュアル、バンダイチャンネル、ランティス、バンプレスト、バンダイナムコゲームスのバンダイナムコグループ6社（2014年当時）からなる完全オリジナルアニメーション。監督は田辺泰裕、キャラクターデザインを稲吉智重と稲吉朝子、3DCGはオレンジ が務める。
アニメの他にも、KADOKAWA アスキー・メディアワークスの「月刊コミック電撃大王」にて2014年3月号よりマンガ版の連載が開始されるほか、「電撃マオウ」にて2014年3月号よりスマートフォンゲームの世界観とキャラクターをもとにした公式漫画「バディ・コンプレックス 戦場のカップリング」の連載が開始されている。また、バンダイナムコゲームスからテレビアニメと連動したスマートフォンゲームの配信もされており、アニメ、マンガ、ゲームが互いに世界観を補完する。
テレビアニメは2014年1月5日から3月30日にかけて放送された。なお、2013年12月29日にはTOKYO MXにて第1話の先行放送が、バンダイチャンネルにおいて第1話の先行配信が行われた。
キャッチコピーは『この出会いは、運命さえ変える。』（アニメ本編）、『この絆で、運命を切り拓く。』（完結編）。

## ストーリー
東京都内の高校生である渡瀬青葉は西暦2014年の夏休みが明けた始業式の日、突如高校を襲撃してきた正体不明の巨大ロボットに追跡される。ロボットのパイロットは青葉に対して並ならぬ執着心を見せながら攻撃を仕掛けており、ひたすら逃げ続ける青葉の前には同級生である弓原雛がバイクに乗って現れ、彼をある場所へ誘導する。そこでは雛も謎の巨大ロボットを起動させ、攻撃を仕掛けてくるロボットと交戦するが、やがて敵ロボットのパイロットは機体を自爆させる。その光に巻き込まれた青葉は自分達が未来へ向かうことを悟った雛から、「ディオが待っている」と意味深な言葉を告げられ、気を失う。
青葉が気付くと雛の姿はなく、彼はヴァリアンサー「ルクシオン」に搭乗していた。周囲はまさに激戦の最中であり、自由条約連合軍の最新鋭戦艦「シグナス」では、ルクシオンからナイスカップリングの反応を探知していた。ルクシオンの同型機である「ブラディオン」のパイロットから通信を受けた青葉は、そのパイロットが雛の言っていた隼鷹・ディオ・ウェインバーグであることに驚愕する。雛の言葉は事実となり、青葉は西暦2014年から74年後の未来、西暦2088年へと時空を飛び越えていたのだった。この世界では「自由条約連合」と「大ゾギリア共和国」という二つの大国が互いに戦争を行っていた。
ルクシオンを保有する連合軍の航空艦「シグナス」に乗艦した青葉は、成り行きで出撃した戦場でヒナ・リャザンと名乗る雛の姿を発見する。しかし、ゾギリアの兵士であった彼女に銃を向けられ、訳も分からぬまま再び離別することになる。その後、かつて家や通っていた学校があった場所を巡り自分のいた時代を追想した青葉は、過去に戻れる当てもないため「雛に会って話を聞く」べく、正式にルクシオンの専任パイロットとなることを決める。
敵同士となって戦い続ける中、青葉とヒナは機体ごととある無人島に墜落する。嵐に見舞われ遭難しながらも何とか危機を乗り切った2人は再び別れるが、ヒナは青葉の人柄と、彼が語っていた雛という少女のことが気になっていく。

## 登場人物

### 主要人物
渡瀬 青葉（わたせ あおば）
声 - 松岡禎丞
本作の主人公。16歳。O型。身長170cm。千葉県習志野市在住。千葉から東京の誠應高校に通う1年生。ルクシオンのパイロット。
誠應高校を選んだきっかけは、中学時代に共にバスケをしていた今城が怪我により病院に近い高校に一人で行かねばならなくなったことであり、怪我の原因は青葉ではないにも関わらず一人で知り合いのいない誠應に通わざるをえなかった今城からは心から感謝されている。クラスメイトとの関係も良好であり、クラスのマドンナ的存在である雛のことを朧気ながら意識していた。物語開始時までは普通の学生であったが、特異点から現れたビゾンが宿敵である青葉の若き姿を知り襲撃を決行したことで彼の人生は大きく変わる。
突然現れたヴァリアンサーに狙われたのをきっかけに2014年から2088年の世界に飛ばされ、ディオとの高い適合値を見込まれて連合軍と行動を共にすることになる。一度は艦を降りようとするが、2014年に戻る術も他に頼れる当てもない現実に直面し、なぜ自分を未来に連れてきたのかを雛に問うべく、予備少尉の任官を受け正式なクルーとなる。未来の戦争の当事者でないことに加え正規軍人としての教育を受けていないため、敵対することになったヒナの救助、部外者であるフィオナを勝手にシグナスに乗艦させるなど、軍規違反を度々犯している。明るく朗らかな性格でやや無鉄砲。困っている人をほっとけないところがあり、不仲であったディオと父親を和解させようとした。
専門の訓練を受けていないにも関わらず、脳波がカップリングシステムのエンファティア波形（基準波形）と完全に一致し、システム適性者となら誰とでも100%のナイスカップリング反応を示す資質を持つ。その反面、カップリングする度に相手の波形が基準からずれていき、青葉以外とカップリングすることが厳しくなるというデメリットが存在する（基本波形である理由は彼が最初の実験を行った被験体であり、全ての始まりでもあったからである）。
アラスカ基地攻防戦にて、カップリング機に乗るヒナおよびビゾンと激闘を繰り広げた末、カルラに乗るヒナと強制的にカップリングし、互いを理解し合う。そして特異点に吸い込まれたビゾン機を破壊してヒナがループする運命を回避し、ディオやヒナと共に帰艦した。
完結編にて、ディオやヒナと3機でのカップリングを行い、ビゾンの乗る「カルキノス」を撃破。続けてゴーゴンをディオと共に破壊する。そして、その後に発生した特異点にヒナと共に飛び込み、本来の時代へと帰還した。ヒナの記憶によると本来の彼は大学でヒナと出会い付き合う。後に、彼女と共にカップリングシステムの研究開発に携わっていた。
隼鷹・ディオ・ウェインバーグ（じゅんよう・ディオ・ウェインバーグ）
声 - 内山昂輝
本作のもう1人の主人公。ブラディオンのパイロット。16歳。階級は少尉。B型。身長175cm。
性格はクールでストイック。若年ながらもエースと称される腕前の持ち主だが、固い性格故か、あまり人と関わりを持とうとしないところがある。成り行きで相棒になった青葉のことは、身元や性格の不一致もあって反発していた。しかし、妹のフィオナの件に関して礼を言い青葉を名前で呼ぶなど、態度は徐々に軟化し始めていく。エルヴィラからカップリングの弊害発生を告げられた時は「また訓練すればいい」とバディ関係を継続している。
実家のウェインバーグ家は連合軍にも資金援助をしている大企業を経営する名家で、過去の母の死と妹の怪我を巡る出来事から父親とは不仲だったが、ハワイで再会した際に青葉の一言から向き合う決意をし、一応の和解を果たした。
青葉の「過去から来た」という話は突飛過ぎて最初は信じていなかったものの、ハワイ基地での旧型機によるカップリングを行った際に青葉の記憶を垣間見たことで、信憑性を抱くようになる。アラスカ基地攻防戦で特異点に飛び込むヒナを助けようとする青葉を制止せず援護するなど、青葉との信頼関係は深まった。
完結編にて、青葉やヒナとの連携によりビゾンを撃破する。青葉との信頼関係を深めた結果、カップリングシステムに必要不可欠な思考を同調するためのタイムラグを必要としないほど、思考を同調することができるようになる。ビゾンが死の間際に全員道連れにするため、ゴーゴンに充填されていた数年分のネクトオリビウムを解放し最後の砲撃をしたが、それを止めるには最早間に合わないはずだった。だがタイムラグが必要ないほど同調していた青葉とディオが過去に少しずつ飛びながら時間を遡り、砲撃前まで遡ると地球や仲間達を救った。青葉たちが特異点で過去へ帰る際は、彼の別れの言葉を聞いてこっそり涙を流し別れを名残惜しんでいた。
ヒナ・リャザン
声 - 早見沙織
ゾギリア軍少尉でヴァリアンサー「フォルトナ」のパイロット。16歳。忠誠心に厚くプライドの高い性格。外見は雛と瓜二つだが、本人は青葉と過去に接触した覚えは全くない。シグナス追撃の任務を受けたアルフリード率いる501機動中隊に配属された際、青葉と初めて遭遇。この接触により、マルガレタからスパイ嫌疑をかけられ一時拘束されたことから青葉に強い敵意を抱いていたが、彼と交戦中の事故で共に孤島に遭難、敵味方の区別なく命がけで助けようとするその人となりや雛の話に興味を抱く。ハワイ基地におけるヴァリアンサー強奪作戦にて、強奪は成功するも瀕死の父ヴィクトルから出自の真実を告げられ混乱、ビゾンに助けられながらルクシオンに乗り撤退する。その後、カップリングシステムへの高い適性を持つことが明らかになり、それに目を付けたハーンに薬物で洗脳され、ビゾンと共に新型機のパイロットとして行政局へ転属、アラスカ基地防衛戦に投入され、試作ヴァリアンサー「カルラ」に乗り込む。
その後、青葉達との戦闘の末、洗脳が解けたと同時に青葉とカップリングを果たす。その後開かれた特異点にビゾンが吸い込まれたことで「自分は青葉を守るため過去に行かなければならない」と悟り自身も飛び込むが、ループを阻止しようとした青葉とディオに阻止され、ループする運命を回避する結果になった。戦闘終了後は搭乗機のカルラと共にシグナスに身を寄せ、亡命者扱いで連合に移る。青葉がカップリング時に見たループした自身の過去は覚えていない。
完結編にて、ビゾンを青葉たちと共に倒し、ゴーゴン破壊後に発生した特異点に青葉と共に入り、本来の時代に帰還した。
弓原 雛（ゆみはら ひな）
声 - 早見沙織
誠應高校1年生で青葉のクラスメイト。16歳。A型。身長160cm。表向きは中学まで外国にいた帰国子女としているが、実は青葉を見守るためにやってきた未来人で、カルラのパイロット。
謎のヴァリアンサー（ネルガル）の襲撃に伴い、未来から持ち込んでいたカルラを再起動し青葉を保護しつつ戦うが、未来の青葉から彼の時間転移の顛末を知らされていたことから自分の運命を悟り、青葉と共に未来へと続く特異点に突入。青葉に「ディオが待ってる」と言い残し、光に包まれて消滅した。
そして青葉がタイムスリップした西暦2088年より10年ほど前の時間に肉体が幼児化し記憶も失った状態で放り出され、ヴィクトルに拾われて彼の娘「ヒナ・リャザン」として生きることになる。以降、アラスカ基地防衛戦で再び開いた特異点に飛び込んで青葉が生きる過去に向かい、彼を守るため「弓原雛」として生き、彼を守って特異点に誘いタイムスリップする、というループを延々と繰り返すことになるが、本編においてそのループが断たれることになる。
完結編にて彼女の正体とループの記憶が明かされた。彼女も元は青葉と同じ時代に生まれており、大学のキャンパスで青葉と出会い、その後恋人となる。そしてカップリングシステムの研究開発に携わり、実験中の事故によって彼女だけが未来へと飛ばされてしまった。時間跳躍後は連合のパイロットとしてルクシオンに搭乗していたが、アラスカ基地戦でネビロスに乗るビゾン共々特異点で過去へ戻る。青葉の傍にいたいがために彼と同じ誠應高校に通っていたが、ある日現れたビゾンと交戦し、巻き込まれた青葉を守り再び特異点に飛び込み、以降はゾギリアに所属するループに陥る。

### 自由条約連合

#### シグナスのクルー
倉光 源吾（くらみつ げんご）
声 - 速水奨
シグナスの艦長。38歳。階級は大佐。所属は第1海軍特戦隊の第11空中打撃遠征隊。
やる気のなさそうな昼行燈のように見られるが、負けず嫌いな面もあり、作戦遂行のためなら民間人である青葉の手も借りるなど柔軟な考えの持ち主。青葉が逃亡を計った場合は機密保持のため殺害も辞さないという冷淡な内面も持っているが、内心はリーやまゆかと同じく青葉に大きな期待を抱いている。上層部からも当初は痕跡の完全消去という命令で青葉も消すことも含められていたが、彼の判断でとりあえず本部まで共に過ごし彼の生まれ故郷である習志野で彼の散策も許可する。その後は青葉が自分から士官したことで正式に予備少尉扱いとすることができ、名実ともに機密保持という名目で彼を消さねばならないという役目から解放される。公私双方の面から青葉には好意を抱いていたらしく、青葉を消さないで良くなった際には心の底から喜んでいた。教習艦から数えて6隻もの艦を乗り換えながら、1度も沈められていないという逸話を持つ。
レーネ・クラインベック
声 - 藤村歩
シグナスの副艦長。戦術指揮官を兼務する。27歳。階級は少佐。
民間人である青葉を巻き込む戦いをあまり好ましく思っておらず、成り行きを見守っている。銃の腕は確からしく、青葉を消す事態になった際は彼女が手を下さなければならない立場にあった。青葉を消さないでよくなった際は倉光からも彼女の銃の腕前を見ないで済んだことを喜ばれていた。家族にレーネを慕うロザリー・クラインベックという妹がいる。
リー・コンラッド
声 - 杉田智和
シグナスのヴァリアンサー部隊長で、ベリルコマンダーのパイロット。28歳。階級は大尉。O型。
気さくで面倒見が良い性格であるため、若いクルーの中では兄貴分的存在である。青葉で出会った当初は彼が過去から来たという話は半信半疑であったが、青葉を拘束して銃を向けて尋問という扱いにはやりすぎと感じディオ達を制止、自身の部屋で世話することで青葉が独房にいれられてしまうのを防いだ。部屋に招いた際もドアの開け方を説明しておくなど青葉は不安を感じかねない要素はできるだけ取り除くよう心掛けていた。その後も素性の知れない青葉にも優しく接しており、青葉が自分と出会う前のヒナと戦闘で邂逅した際も何かしら感じたらしく事情は何であれ連れてくるよう促し、彼らを狙った砲撃から身を挺して守り抜き重症を負う。自らの負傷の原因となったことへの自責から青葉が塞ぎ込んでいた際も、彼を自分達の救世主と言い、励ましている。その後、怪我がまだ完全に完治していない状態にもかかわらず、3日で戦線に復帰する。
完結編では、戦後にエルヴィラと結婚式を挙げている。
ヤール・ドゥラン
声 - 吉野裕行
ベリルアサルトのパイロット。スペイン系の27歳。階級は中尉。B型。
パイロットの中では、リーに次ぐ年長格。皮肉屋な性格であるが、パイロットとしての腕は確かである。
青葉と出会った当初は彼が過去から来たという話は半信半疑であったが、彼が軍人教育を受けた民間人であることは理解しており、青葉が自分たちにとって突拍子もない行動をとってもやむをえない部分があると容認している。リーの負傷によりディオが青葉に激怒した際も「軍人ではない奴に本気になってもしょうがない」と戦場に投げ出された民間人の行動として受け止めていた。
フロム・ヴァンタレイ
声 - 梶裕貴
ベリルエクスプローラのパイロット。17歳。階級は少尉。7月23日生まれ。AB型。身長170cm。
ディオとはカップラー養成機関「レイク・ルイーズ」で同期だった。成績優秀で人当たりも良い。カップリングシステムのプロモーションビデオ の撮影のため、青葉の替え玉のパイロットとして撮影クルーと共にシグナスに乗艦する。撮影後は辞令によりシグナスの所属になる。撮影時の1回のカップリングで適合率が低下したことを知った際は、システム実用化を優先し青葉のバディの座をディオに譲っている。
性格は演技ではなく本当に好漢児だったらしくディオと青葉にとっては潤滑油のような存在であった。レイク・ルイーズ時代にも孤立しがちだったディオと仲良くしようと努力していたらしく、普段から彼の周りには人が集まっていた。アネッサから好意を寄せられており、完結編では、戦後にアネッサに寄り添われている姿が見られる。
エルヴィラ・ヒル
声 - 佐藤利奈
シグナスの特務士官で、カップリングシステムのエンジニア。28歳。
レーネよりも年上だが、やや子供っぽい面もある。リーが負傷した時は、かなり心配する素振りを見せている等、彼との仲は良い模様。カップリングシステム用の新型コックピットの開発や、カップラーの訓練制度の導入を行った。
完結編では、ハーンがビゾンの機体に仕込んだカップリングシステムの仕組みを看破し、それを相殺するシステムを構築し青葉たちの勝利に貢献した。戦後、リーと結婚した。
奈須 まゆか（なす まゆか）
声 - 花澤香菜
シグナスの特務士官補佐。16歳。階級は伍長。
引っ込み思案だが心優しい性格の持ち主。シグナスのクルーの中では最も青葉との交流が多く、彼が過去から来たという話は半信半疑であるが、艦の案内および2014年以降の歴史などを教えたり、自ら志願する形で一時下艦した彼に同行して習志野を回る等、色々と気になり始めており少しずつ惹かれている描写がある。そのため、本心では彼に「このままこの時代に留まってほしい」と思っている。
完結編では、青葉の帰還後に涙を流しながら悲しみに暮れていた。戦後のリーとエルヴィラの結婚式の際は、彼女が投げたブーケをキャッチした。
アネッサ・ロセッティ
声 - 井上麻里奈
シグナスの管制士。16歳。ヴァリアンサーの管制を担当している。階級は伍長。
ツインテールが特徴である今時風の性格をした少女。同年代の女子であるまゆかとは友人同士の間柄。面食いな所があるのか、ディオに対し思いを抱いている様子があったり、フロムが配属された際は率先的に彼と交流を深めていた。
完結編では、戦後にフロムに寄り添う姿が見られ、リーとエルヴィラの結婚式ではブーケを受け取ったまゆかを複雑そうに見ていた。
チュセ・フランボワ
声 - 木村良平
シグナスの船務士。26歳。階級は中尉。索敵などを担当する。
ガルシアン・バース
声 - ランズベリー・アーサー
シグナスの砲雷士。26歳。階級は中尉。武装の管制を担当する。
スハルト
声 - 宮下栄治
シグナスの航海士。23歳。階級は少尉。操舵や航法を担当する。
荻坂 三郎太（おぎさか さぶろうた）
声 - 白石稔
シグナスの機関士。30歳。階級は少尉。動力やダメージコントロールを担当する。青葉を新兵入隊の規則に沿って扱い、新兵訓練の代わりに艦内案内を行った。その後は青葉の歓迎会準備の時間を稼ぐため青葉に艦内の掃除を頼んだ。
ドン・ナッハー
声 - こぶしのぶゆき
シグナスの整備長。55歳。階級は先任曹長。ヴァリアンサーの整備を担う。青葉に関しては皆を守ってくれた存在として評価しており、彼が戦ってくれたおかげで撃沈を免れたことを感謝している。戦闘で気を失ったヒナを助けるため、結果的にリーに重傷を負わせてしまいディオに激怒された青葉にも優しく接しており、彼は軍人教育を受けていない民間人である以上、軍人の矜持を説いても意味はないとディオと青葉の仲裁を図っている。
三島（みしま）
声 - ランズベリー・アーサー
完結編に登場。宇宙に上がる前に配属された補充パイロット。階級は少尉。同じ日本人である青葉の武勲を聞いて彼に憧れているが、過去から来たという話は信じていない。宇宙での戦闘中、ゴーゴンの砲撃に飲まれ死亡する。

#### その他の連合軍人
グリーン
声 - 宮下栄治
第1海軍特戦隊司令官。階級は准将。カップリングシステムは連合の劣勢を覆す力になると考えている。
リチャードソン
声 - 中博史
太平洋艦隊司令官代行。階級は中将。カップリングシステムには懐疑的。

#### 連合軍の関係者
アレッサンドロ・フェルミ
声 - 大林隆介
環太平洋神経科学研究所所長。55歳。カップリング理論の提唱者で、カップリングシステム開発班のリーダー。
著名な科学者で、かつてはエルヴィラの祖父の下で研究をしていた。そのため、彼女が赤ん坊の頃から面倒を見ており、自分の理論を基にカップリングシステムを実用化させた彼女を誇りに思っている。ハワイ基地に向かうシグナスを待ち切れず、自分から艦に赴く。しかし、ゾギリア軍の波状攻撃に巻き込まれて戦域から離脱中に致命傷を負い、カップリングシステムの進歩を見届けた末に息を引き取った。

### 大ゾギリア共和国

#### アルフリード隊
アルフリード・ガラント
声 - 森川智之
ヴァリアンサー「アルシエル」のパイロット。27歳。階級は中佐。12月31日生まれ。B型。所属は193独潜旅団501機動中隊。
高度なヴァリアンサーの操縦技術に加え、作戦指揮能力も備えた有能な男。部下からの信頼も厚く、ヒナがスパイ容疑をかけられた時には真っ先にマルガレタに直訴した。マルガレタの命令には従いつつも、自身や隊のためにうまく立ち回っている。彼女の失脚後も見捨てたりはせず、再び復権できるようにマルガレタを支えている。
完結編では、国防軍がクーデターにより行政局の指揮下に置かれたことに驚く暇も無く、すぐさま宇宙に上がるよう命令され、シグナス隊と戦闘する。しかし、味方がいるのにもかかわらず発射されたゴーゴンの砲撃を見て驚愕する。その後、マルガレタら反行政局勢力の行動によりクーデターが鎮圧され、国家内乱罪としてエフゲニーことビゾンに対し拘束を宣言。ゴーゴン再発射の際はそれを防ぐために連合軍と協力した。
ビゾン・ジェラフィル
声 - 櫻井孝宏
ヴァリアンサー「ネビロス」および「ネルガル」のパイロット。20歳。階級は中尉。2月7日生まれ。AB型。
名門出身で、アルフリードの信頼も厚く、一部隊の指揮を任せられる程優秀。その反面、どこか攻撃的でプライドの高い面を持ち合わせており、それが思わぬ足枷になることも少なくない。ヒナとは幼少時代に家が隣同士だった幼馴染で、現在では恋愛感情を寄せているが、それは同時に強い執着心にもなっており、戦場で彼女に語りかける青葉を「ヒナを惑わす敵」として憎悪すると同時に、ヒナは自分の物だと主張するようになる。当初はヒナのため紳士的に振る舞う余裕があったものの、青葉とヒナの距離が近づくにつれ余裕を失ってしまう。最終的には自滅する形でヒナからの信用も信頼も失ってしまい、父を失ったヒナの立場はビゾンの意見次第で大きく変わる状況を利用した脅迫まがいの恫喝で無理やりヒナを自分の支配下に置こうと試みるが、ハーンの野望のためヒナが行政局に移ったことで失敗に終わる。
ハワイ基地でブラディオンを強奪した後、ハーンの言葉に乗せられるまま、調整を受けて無理矢理カップリングシステムへの適性を得て、ヒナと同じく行政局に転属する。ヒナへの依存と青葉への殺意からより情緒不安定で言動が攻撃的になり、素顔を隠すマスクを装着する。アラスカ基地攻防戦ではヒナと強制的にカップリングし、戦場を縦横無尽に駆け回るが、ルクシオンとブラディオンの後継機に搭乗した青葉・ディオと相対。ヒナとのカップリングを解除された上、ガラプーシカの第二射で開いた特異点に吸い込まれてしまう。その後は2014年の世界に現れ、未来に送られる直前の青葉を殺害しようと襲いかかるが、それを見越して彼を守っていた雛に阻まれ、道連れに自爆しようとするも再び特異点の中に戻され生死不明になる。しかし、本編終盤ではヒナのループを回避しようとした青葉とディオの手により、過去に送られる前に撃墜され、憎悪に満ちたまま、単独で特異点に消え去る。
しかしその結果、70年前の過去へと飛ばされたらしく、アラスカ基地戦終結直後の時期には齢90歳の身ながらも執念で生きていた。生命維持のマスクを付け車椅子に乗っているなど、身体も大きく弱っている。そしてゾギリアの行政局局長「エフゲニー・ケダール」と名乗り、年老いた姿で表舞台に現れ、クーデターを起こしてゾギリアに新政権を樹立。以降は臨時最高会議議長の役職に就き、行政局により全軍を統括するも、その根底には数十年の時を経て醜悪なまでに増大した青葉とヒナへの復讐心しかなかった。ハーンに自分の専用機となる「カルキノス」を開発させ、軍事衛星ゴーゴンのネクター砲で、地球への直接攻撃を目論む。
宇宙での最終決戦では、ゴーゴンで味方を巻き添えにした容赦なく冷酷な砲撃を行い、さらにカルキノスに自ら搭乗して青葉やヒナへの復讐に乗り出すが、あまりにも自己中心的過ぎるやり方から、地上での反行政局側による再度のクーデターが発生。それにより失脚するも、アルフリードの通告すら無視して青葉に攻撃を仕掛ける。だが、彼から「自分が守ろうとしていたのはプライドとエゴだけである」と指摘された上で、ルクシオン、ブラディオン、カルラ3機の同時攻撃を受け機体を大破される。死の寸前の最後まで憎しみに駆られたまま、地球のネクトオリビウム産出地域を砲撃して地球環境を破壊するようゴーゴンを操作した後、狂笑しながら乗機の爆発と共に戦死した。
タルジム・ヴァシリー
声 - 島﨑信長
ヴァリアンサー「オーガ」のパイロット。ロシア系の19歳。階級は少尉。9月27日生まれ。O型。
好戦的で荒っぽい性格。マルガレタからドルジエフの捜索を命じられた際は（既に戦死しているから）無駄だと反論している。
完結編では、連合に亡命したヒナに怒りを燃やし、ラーシャの制止も聞かず裏切り者として追い回していた。
ラーシャ・ハッカライネン
声 - 田村睦心
ヴァリアンサー「クリシュナ」のパイロット。北欧系の18歳。階級は少尉。3月14日生まれ。A型。
頭のハネ毛が特徴。温厚な性格で、直情径行な面があるビゾンやタルジムなど仲間達の間を取り持っている。
完結編では、激情にかられてヒナを狙うタルジムを抑えようと苦心していた。
マルガレタ・オキーフ
声 - 内山夕実
ゾギリアの行政局所属の特務武官。28歳。7月5日生まれ。O型。
艦の指揮のほか、正規軍人であるアルフリードらの監視を任務としている。地位と名声に固執しており、自分の評価を下げる者には厳しく対応するため、青葉と接触したヒナにはスパイ疑惑を抱いている。それ故ヒナが遭難した際、彼女の捜索を進言したビゾンに「下級士官の捜索など無意味」と切り捨て、上層部からの評価を優先して既に戦死したドルジエフの捜索を行わせている。後に自らの進退が掛かった作戦でヴァリアンサーに乗り前線に出撃、ハーンから教えられたカップリングシステムの稼働時間を利用して状況を有利に進めるが、青葉とディオの連携時間延長で目論見が崩れた挙句、機体を撃墜され恐慌状態に陥る。アルフリードに救出され生還するも、ハーンから更迭を言い渡され、部隊の指揮権を失った。アラスカ基地防衛線では「上からの評価の回復」と「自由に戦う」という互いの目的からアルフリードに協力し、彼が提案した作戦をカガンに上申する。
その後の動向は不明だったが、完結編では反行政局側の先鋒として地上で活動し、宇宙で連合と交戦中のアルフリードに臨時政権の崩壊を知らせた。
ガ・シロヤンコ
声 - 伊藤和晃
重装巡洋攻撃航空艦ヴァジュラの艦長。階級は少佐。アルフリードの副官的存在。

#### 行政局親衛隊
ネストル・ヴィクトロヴィチ・ドルジエフ
声 - 土田大
ゾギリアの行政局直属の親衛隊を率いる第1空挺師団長。A型。
指揮統率能力が高く、部下達からの信頼も厚い。マルガレタからは「ドルジエフ閣下」と呼ばれている。ルクシオンとブラディオンを付け狙い、戦術を活かして青葉達を追い詰めるものの、「コードT2ライズ」の前に作戦を破られ、自身も撃墜されて戦死した。ゾギリアはウィンタースポーツが盛んであり、スケートが気に入っていたらしい。家族としてニーナ・ヴィクトロヴナ・ドルジエフという可愛らしい妹がいる。なお、「エイプリルフール企画」の動画では、ギャグ要員的な立ち回りを演じた。

#### その他のゾギリア軍人
ヴィクトル・リャザン
声 - 秋元羊介
第101独立偵察旅団大隊長。ヒナの養父で階級は少佐。アルフリード隊の増援としてヴァジュラに着任する。豪快な人物で、部下達からも慕われている。ヒナとビゾンを作戦要員に加え、ハワイ基地に到着したシグナスのヴァリアンサー強奪作戦を行う。しかし、作戦中の戦闘で深手を負い、最期は連合兵を道連れに自爆して果てた。死の間際にてヒナへ自身の実の子供ではないこと、10年前に激戦地ザグレブで名前以外記憶の無い彼女を保護し、戦災孤児として引き取ったという真実を告げた。
ボンネル
声 - 不明（ノンクレジット）
第666独立混成大隊の指揮官。階級は少佐。フランベルク級とクーゲル部隊を率いて、ウェインバーグ家所有の民間船を襲撃するが、駆けつけた青葉とディオに阻止され、撤退中にシグナスの艦砲射撃で乗艦を撃沈されて戦死した。
カガン
声 - こぶしのぶゆき
シベリア正面軍第三軍司令官。階級は中将。マルガレタの巨大ネクター砲「ガラプーシカ」を利用した作戦案を受け入れ、基地にまともな防衛戦力がないにも関わらず、当初はガラプーシカの威力で状況を優位に進める。だが、ガラプーシカの破壊力に酔い、膨大なネクトオリビウムを消費する燃費の悪さも忘れて作戦指揮を続けたことで戦況を悪化させ、最後は味方が斜線軸上にいるのにも関わらず発射を強行しようとした。アラスカ基地陥落後の消息は不明（戦死か捕虜になったものと思われる）。
コーネフ
声 - 水内清光
シベリア正面軍司令官。階級は上級大将。アルフリードに連合の千歳基地を攻略した功績からヴァジュラを贈呈する。

#### ゾギリア軍の関係者
ヴィルヘルム・ハーン
声 - 子安武人
ゾギリア科学アカデミー第2実験研究所の所長。32歳。かつてはエルヴィラと共にフェルミのラボにいたが、ゾギリアへ亡命した。カップリングシステムの強奪を目論み、独立偵察旅団を使ってシステム搭載機のコクピット奪取作戦を命じる。エルヴィラを自分より格下と馬鹿にしているが、その頭脳・腕は確かで、カップリングシステムを搭載した新型ヴァリアンサー、ネルガルとカルラを完成させている。目的のためならば自国の兵士すらもモルモットにするなど、非人道的な手段も厭わない。
完結編では年老いたビゾンの姿を見たことで驚くも、カップリングシステムの理論からすぐに状況を察し、彼のために新型機の「カルキノス」を完成させた。その後はゴーゴン内で戦況を見守りながらいつもの調子で振る舞っていたが、エルヴィラの機転によってルクシオンのスタンドアローンモードが発動。見下していた彼女の頭脳に驚愕し、さらにビゾンがゴーゴンのネクター砲を無理に再起動させたことでシステムが制御不能となり、衛星内から脱出できなくなってしまう。最後は青葉とディオに破壊されたゴーゴンの爆発と共に命を落とした。

### 家族関係者
渡瀬 朋世（わたせ ともよ）
声 - 尾畑美依奈
青葉の母。消防士である夫を亡くした後、女手一つで二人の子供を育てた。
渡瀬 翼（わたせ つばさ）
声 - 後藤麻衣
青葉の妹。地元の学校に通っている中学生。しっかりした性格。
隼鷹・貞道・ウェインバーグ（じゅんよう・さだみち・ウェインバーグ）
声 - 中博史
ディオの父親。55歳。家業はヴァリアンサー関連の軍需産業（ウェインバーグヘビーインダストリーという巨大兵器開発会社を有している）。第二次極東戦役開戦時にゾギリア軍の爆撃で妻を亡くし、フィオナが負傷したことをディオの責任にして責め、不仲が続いている。フェルミとは研究に会社が援助している程の懇意の間柄で、彼の死後、ハワイでの葬儀に参列している。なお、本心では息子を気遣っていたようで、後にディオと食事を共にした際、不器用ながらも和解した。
隼鷹・フィオナ・ウェインバーグ（じゅんよう・フィオナ・ウェインバーグ）
声 - 悠木碧
ディオの妹。12歳。過去に住んでいた都市をゾギリア軍に爆撃された際の負傷から、車椅子生活を余儀なくされている。だが、それに悩む仕草は見せず、常に明るく振る舞っている。その時の戦闘に参加しながらも自分や母を守れなかったと自責の念に駆られている兄のことを気遣っており、千歳基地で再会した際に「あの時のことは誰も悪くない」と告げている。後にハワイでディオと父が和解したことを知った際は喜びを露わにし、兄と仲睦まじく語らっていた。

### 誠應高校
今城 隆太郎（いまじょう りゅうたろう）
声 - 大原崇
青葉が通う誠應高校の生徒。中学時代は青葉と共にバスケ部に所属していた。
須原 純一（すはら じゅんいち）
声 - 長南翔太
青葉が通う誠應高校の生徒。茶髪の少年で、明るい性格のお調子者。

## 登場兵器
ヴァリアンサーや航空艦などはネクトオリビウムを利用した技術により地球上のみならず宇宙空間でも運用が可能となっている。ただし、その際は機体や艦を宇宙仕様に換装せねばならず、活動宙域も地球の衛星軌道上付近に限られている。

### 自由条約連合軍の兵器

#### 連合軍の機動兵器
ルクシオン
連合軍内で極秘に開発が進められていた試作ヴァリアンサー。メインカラーは白と青。青葉が搭乗する。カップリングシステムを搭載し、兄弟機であるブラディオンとの連携により真価を発揮する。
武装はフォアグリップをバレル下に折りたためるアサルトライフル「M252A2ランスヘッド」とグリップをたたんだ状態でシールドに収納されているネクターソード「M10Nストライドエッジ」、左肩部のシールド。カップリングシステム起動時は背中に移動し、鱗状のエネルギーが結合して形成された翼「エアロスケイル」が展開されて機動力が強化される。また、ブラディオンと共にエアロスケイルを干渉させることで発動させる防御機能「コードT2ライズ（通称：ユニゾライズ）」によって、前方から放たれる攻撃を即座に弾き無効化しつつ、特攻を仕掛けることができる（ただし、ウイングの耐久性の都合上発動時間が30秒程度と極めて短いという欠点がある）。
シグナスがハワイ基地に到着後、ゾギリアの潜入作戦でブラディオンと共に強奪されてしまう。なお、最初の時間転移が行われた際は雛の搭乗機だった。
ルクシオンネクスト
連合軍内で次世代カップリング機として極秘に開発が進められていたルクシオンの制式機。メインカラーは白と青と黄。青葉が搭乗する。新型動力を搭載し、機動性が上昇している。アラスカ基地攻防戦にて初投入された。従来の特定機のみとのカップリングから、より広くカップリングができるように調整されており、ブラディオンだけでなくゾギリア軍のカルラともカップリング可能である。システム起動時は背部や肩部、脚部に青色の「エアロスケイル」が展開される。
武装は背部左に接続される（カップリングモード時は左腕に移動する）武器パックに収納され、射撃時にバレルが延伸するネクターライフル「TNML-06Rラピッドランサー」、大小の二刀へと分割もできるネクターブレード「M10NWオーバーエッジ」、背部右に接続されエアロスケイル発生器を内蔵するシールド。
ブラディオン
ルクシオンと同時開発された試作ヴァリアンサー。メインカラーは白と赤と黄色。ディオが搭乗する。武装はルクシオンと共通のアサルトライフル「M252A2ランスヘッド」とシールドに収納するネクターソード「M11Nソードアマクニ」、右肩部のシールド。ソードは引き抜く際に刀身がスライドして延伸し、敵を溶断する。シグナスがハワイ基地に到着後、ゾギリアの潜入作戦でルクシオンと共に強奪されてしまう。
ブラディオンネクスト
ルクシオンネクストと同時開発されたブラディオンの制式機。メインカラーは白と赤と紫。ディオが搭乗する。出力上昇と共に電子系を新型に更新し、各種新型武装を使用可能としている。アラスカ基地攻防戦にて初投入された。ルクシオンネクストと共に広くカップリングができる。システム起動時は背部や肩部、脚部に赤色の「エアロスケイル」が展開される。
武装はルクシオンネクストと共通の武器パックに収納され、射撃時にジャケットが開いてバレルが二段階へと延伸するネクターライフル「TNML-06Eソリッドランサー」、刀身がスライドしロングソードに変化するネクターソード「M12NLソードハバキリ」、背部左に接続されエアロスケイル発生器を内蔵するシールド。
ベリル
連合軍の主力機である量産機。連合軍の第二世代ヴァリアンサー「AG-1 ゴーシェナイト」をベースに開発された。互換性や拡張性が高く、アサルト（突撃型）、コマンダー（指揮官型）、エクスプローラ（偵察型）、ボンバー（攻撃型）、ディフェンダー（拠点防衛型）など、数多くのバリエーション機が開発されている。一方でゾギリアのクーゲルを始めとする機体群に対しては性能差が目立ってきている。武装は汎用装備として扱い易い実弾マシンガン「Mk138Cクルタロス」 や白兵戦用の短剣「M6Aラピッドエッジ」、同じく白兵戦用のナイフ「M2ファイティングバヨネット」。
ベリルアサルト
ゾギリア軍のクーゲルに対抗するため出力を向上させたベリルの改造機。脚部ブースターや複合高出力ユニットを組み込んだ高機動強襲用機体。「ベリルA」の通称がある。ステルス素材を採用し特殊部隊で使われたベリルAU型、センサーを強化したベリルA-RS型などの派生機も作られた。武装はマシンガン「Mk138A1コブラバイパー」とネクターソード「M6Hアサルトソード」。主なパイロットはヤール・ドゥラン。
ベリルコマンダー
指揮官用にベリルの性能を総合的に向上させた機体。強化出力ネクトオリビウム動力部を持ち、指揮通信能力と装甲を強化させ、簡易的な前線警戒管制機としても運用できる。「ベリルC」の通称がある。電子戦能力を上げたベリルCEなどの派生機も作られた。武装はグレネードランチャーをバレル下部にマウントしたマシンガンの「MP24ピットバイパー」と峰にセレーションを持つネクターソード「M6Cリーサルソード」。主なパイロットはリー・コンラッド。
ベリルエクスプローラ
ベリルの電子戦・偵察仕様。低速滞空能力を向上した大型翼と巨大なセンサーブレードが特徴。「ベリルE」の通称がある。電子戦用ではあるが、通常のベリルと同様の戦闘能力を持ち、指揮官機として使われる場合もある。武装はベリルと共通のマシンガン「Mk138Cクルタロス」、ネクターソード「M6Aラピッドエッジ」、ネクターナイフ「M2ファイティングバヨネット」。主なパイロットはフロム・ヴァンタレイ。第6話ではディオがフロム機に一時的に搭乗した。
スカイナイト
かつてフェルミが開発したカップリングシステムの初期開発試作零号機で、ルクシオンとブラディオンの前世代機にあたる。カラーリングは白と緑。
武装は腕部小シールドにマウントできるネクターランスやエアロスケイル発生器を内蔵するシールド。後継機に部分継承された部位はあるものの、搭乗者の意識・記憶までも共有するほどのカップリングシステムの強度ゆえに、過去に搭乗したパイロットを何人も廃人にした。役目を終えた後はハワイ基地にて資料保管されていたが、奪取されたルクシオンとブラディオンを追うべく青葉が搭乗した。
ファイヤブランド
スカイナイトと同時開発された初期の試作機。カラーリングは白とオレンジ。
武装はスカイナイトと共通。スカイナイトと同様に資料保管されていたが、ルクシオンとブラディオン強奪の際はディオが搭乗した。

#### 連合軍の艦艇
シグナス
自由条約連合軍が新造した機動打撃航空艦。ルクシオンとブラディオンの母艦。カップリングシステムの実戦運用を前提に開発された。最新の技術が導入されているため、連合軍内でも高い機動力と戦闘力を誇る。武装は甲板・翼部に対空防御用のCIWS（ファランクス）や単装速射砲、主砲となる6門のネクター砲を装備する。また、防御用バリアとして「ネクターカーテン」の展開が可能。ヴァリアンサーの搭載数は8機。カラーリングは白。ゾギリア側からは「白鳥」と呼称される。完結編では宇宙仕様へと改装され、大気圏離脱時は艦尾にブースターを装着し、離脱後にはブースターを切り離して放熱板を兼ねた背翼を大きく解放させエアロスケイルを展開する。その際は正に白鳥のようなシルエットとなる。なお、主翼形状やカラーリングが違う同型艦も建造されている（ゴスホーク、ケストレルなど）。
連合軍中型強襲航空艦
連合軍の主力航空艦。多数が量産されている。全幅が広い双胴艦で、カラーリングはクリーム色。ヴァリアンサー搭載数は8機。武装はネクター砲4門、中火力砲2門、小火力砲2門、単装CIWS5基、連装CIWS2基。
連合軍大型重戦闘航空艦
連合軍の大型航空艦。主に艦隊旗艦を務める。艦首左右に計16基のヴァリアンサー発進口、後部に発着デッキを持つ。離着陸時はエンジンナセルが回転してリフト兼降着装置となる。
クレイン
エア・ライナーをベースとするカップリングシステムの実験艦。フェルミがシグナスへ来る際に乗艦していたが、その後のアルフリード隊との戦闘でシグナスを狙ったミサイル攻撃を受け中破し、フェルミも死亡した。

### 大ゾギリア共和国軍の兵器

#### ゾギリア軍の機動兵器
アルシエル
アルフリード・ガラントの専用機。ゾギリアの最新鋭機で、大隊指揮官機として開発され、バックパックを大型化して出力を強化し、従来機よりも運動性と機動性を大幅に向上させている。航空艦の武装であるネクター砲の使用を前提に設計された機体で、各所の装甲に耐熱処理が施されている。武装は遠距離射撃が可能で、発射の際はバレルが延伸して6基のシリンダーがポップアップするネクターライフル「VNG-16Nゲー・ヒンノム」、直刀型のネクターソード「STE5リヒトシュヴェーアト」、左腕部のシールド。ソードはシールド裏面に収納する。完結編ではネクターライフルが連装式に変更された。
ネビロス
ビゾン・ジェラフィルの専用機。一部のパイロット向けに重装甲と高機動を両立させようと、大型バックパックを装備した機体。後にネビロスで得たデータを元にアルシエルが生み出された。武装は右腕に装備する三銃身の実弾ガトリングガン「GV-3-35ザルニーツァ」、ネクターソード「ST6-2リットゥ」、両腕部の6発のミサイルランチャー「R-91M1グラート」。ガトリングガンは腰後部にマウントでき、ミサイルランチャーの内側にはソードのラックを装着可能。
クリシュナ
ラーシャ・ハッカライネンの専用機。軽量化と出力向上の改造が施された汎用格闘型ヴァリアンサー。コスト面の問題から量産化は行われていない。武装は左腕部に装備するシールドマシンガン「GV-23Lイェジノローク」、柄が伸縮するネクターハルバート「Bsh-16-Nバルディッシュ」、投擲するハンドグレネード「RG-141ルーク」、空間機雷「RMS-2リアースカ」、シールド。グレネードや機雷を搭載するバックパックは通常の武装コンテナとも換装可能。
オーガ
タルジム・ヴァシリーの専用機。航空艦との戦闘を想定した、高い攻撃力と重装甲を合わせ持つ機体。機動性もそこまで悪くなく、重突撃突破用機として運用される。武装はバックパック右のラッチにマウントされ、近中距離戦闘用の二連装機関砲も搭載する専用グレネード砲「VRG-129Vヴォルコラク」、大型ネクターアックス「TP2ベゲモート」、スカート内に多数収納する小型ネクターアックス「TTP1-2ソロヴェイ」。完結編ではグレネード砲が連装式になっている。
フォルトナ
ヒナ・リャザンの専用機。女性的なラインを持ち、高速で飛行する敵ヴァリアンサーに接近できるように、大幅な出力強化が行われた高機動近接格闘型。武装は両腰に携えた2本のネクターブレード「ST8コルヌ・コピア」とバックパック中央部に備えた8連装の多目的汎用高機動ミサイルランチャー。ブレードは連結して1本の長刀とすることが可能。その際はハンドガードが伸びて双方を固定する。第7話ではクーゲル用のアサルトライフル「SVZ-58サバーカ」を装備していた。
クーゲル
ゾギリア軍の主力機である汎用量産機。連合のベリルに対抗して設計された。突出した部分はないが、バランスがとれた機体。後に武装やパーツが組み込まれた後期生産型、改良型のS型、衛星国向けのM型、攻撃型のB1型など、多数の派生機が作られている。武装は射撃用の実弾マシンガン「AZ-103ドゥエーリ」、白兵戦用のネクターソード「ST3シトゥイーク」、ソードと同型のグリップを持つ汎用ネクターナイフの「STK3ザサーダ」。また、オプションとして両肩に4連装ミサイルランチャーを搭載できる。
クーゲル指揮官型
クーゲルの指揮官機で、主に頭部と肩部形状が変更されている。第4話でディオのブラディオンと激しく切り合っていた機体などが本機である。武装は通常型のクーゲルが持つ「AZ-103ドゥエーリ」と機関部や弾倉が共通している実弾ライフル「SVZ-58サバーカ」を新規に装備している。
グバルディア
ゾギリア行政局直属の親衛師団が運用している量産機。クーゲルをベースに、強化バックパック、高性能レーダー、電子装置などを取り付けて開発された。操縦はピーキーであり、一般兵では操作が難しい。武装は二又槍の「KC-11ストレレッツ」とミサイルランチャーシールド「SR4ミドゥーザ」、空中に浮遊する空間機雷「RMS-2リアースカ」。槍の先端部にはマシンガンを内蔵しており、トリガーは穂の付け根にある。また、シールドからはミサイルだけでなく空間機雷も投射できる。第9話では、マルガレタが本機に搭乗した。
グバルディアS
ゾギリア行政局の親衛師団の団長であるドルジエフ専用機。別名「グバルディア師団長型」。グバルディアのエンジンを大出力型へと換装し、部隊指揮用に大型センサーと電子装置を搭載した機体。武装はボルトアクション式の試作型ネクターバレットライフル「M991ドラグーン」、専用のネクターサーベル「ST3シトゥイーク」、ミサイルランチャーシールド「SR4ミドゥーザ」、空間機雷「RMS-2リアースカ」。ライフルの弾薬は右腰のポーチに収納し携行する。
カルラ
ハーンが開発を行い、新たにヒナへと与えられたカップリングシステム搭載の新型機。コクピットブロックは強奪したルクシオンのものを流用している。高速高機動を主眼においた、一撃離脱型の機体。武装は白兵戦時には柄の基部が180度反転してサブブレードが開く、大鎌付きネクターバレットライフル「VNG-18Nスパルナ」。切断力が高い大鎌とライフルが合体した複合武装である。システム起動時は背部にピンク色の翼のような「エアロスケイル」が展開される。
ネルガル
カルラと共に開発され、新たにビゾンに与えられたカップリングシステム搭載の新型機。コクピットブロックは強奪したブラディオンのものを流用している。カルラとは対照的に重装甲重武装の機体だが、カップリングシステムにより高機動を行える。武装は両腕部に装備した巨大なネクターバレットバズーカ「NG-29イディブトゥ」とシールド内に収納されダガーとしても使えるネクターランス「STM1シャラブドゥ」、両肩部のシールド。バズーカはネクターバレットと榴弾の切り替えが可能。システム起動時は背部に紫色の蝶の羽のような「エアロスケイル」が展開される。
カルキノス
完結編に登場。ハーンの手で開発されたビゾン専用機。ヴァリアトラスと呼ばれる大型機動要塞型の機体。ゾギリアの技術の粋を集めた新鋭機で、飛行形態に変形も可能。カップリング機に対抗するためカップリングジャマーを搭載しており、スタンドアローンモード限定でカップリングシステムが起動できる。
武装は腹部のネクター砲「VNG-22Nシレーナ」、背部スラスター基部に内蔵するキャノン砲「DN-174アクーラ」、背面バルジがポップアップして全方位に放てる拡散ネクター砲「VND-11Nディオドン」、両腕先端部の3連装ハンドマシンガン「GV-47-3スコルピオス」、2門装備するサイドマシンガン「SVZ-72ライア」、両腕部に内蔵したミサイルランチャー。

#### ゾギリア軍の艦艇
ガルテン級通常輸送艦
ゾギリア軍の垂直離着陸型小型強襲輸送艦。甲板上の露天繋留部分を含め、最大でヴァリアンサーを18機搭載可能。建造コストは比較的安価で、潜入作戦や強襲上陸用として運用されている。
コルタナ級汎用戦闘航空艦
ゾギリア軍の重突撃航空艦。全長400m。広くゾギリアに配備されている。大出力エンジンを持ち、高速機動性を生かして目標へ突撃し、搭載機を展開する。カラーリングは深緑基調の迷彩色。
フランベルク級通常戦闘航空艦
ゾギリア軍の巡航突撃艦。全長300m。コルタナ級と共に多数が量産されている。哨戒や偵察、通商破壊などに用いられ、艦隊では補助戦力として護衛に使われる万能艦。カラーリングはモスグリーン基調の迷彩色。
マリーニン級中型潜水艦
ゾギリア軍の戦術突撃潜水艦。全長230m。水中発射型ヴァリアンサー射出管6基やVLSを持つ。敵拠点に隠密裏に近づきヴァリアンサーを射出する奇襲攻撃や破壊工作に使われる。単艦戦闘能力はそれほど高くない。カラーリングは緑。
トライデント
アルフリード隊が母艦としている戦術両用邀撃母艦。ヴァリアンサー搭載数は10機。船体の一部を航空艦として分離することも可能。隠密裏に敵に接近して奇襲攻撃を仕掛けるなど、特殊任務のために用いられることが多い。カラーリングは紫。
ゲイボルグ
ゾギリア行政局直属の親衛師団が運用する親衛戦略突撃航空艦。フランベルク級をベースに大幅な設計変更をし、戦意高揚のために威圧効果を高めた親衛隊専用艦として建造された。カラーリングは紫を基調に金色の装飾が施されている。
ヴァジュラ
アルフリード隊に新たに与えられた、重装巡洋攻撃航空艦。全長450m。武装は10門のネクター砲、多数のミサイル発射管、対空機銃など。長い航続距離と重装甲を持つ。艦長はシロヤンコ少佐。カラーリングはワインレッド。

### その他のメカ
ギガ・ライナー
民間で運用されているB&W社の超大型航空艦。形式番号BW888。全長1km。1万人を超える乗客を乗せることが可能で、無着陸無補給で世界を一周できる。
エア・ライナー
B&W社製の中型汎用貨客機。形式番号BW808。多数の機体が民間航空会社に採用されており、ウェインバーグ家も所有している（機首には装飾があり、翼の形状も違う）。

## 用語

### 国家
自由条約連合
西暦2088年の世界を二分する大国の一つ。通称「連合」。主にアメリカ（アラスカは除く）や日本、ヨーロッパ、オセアニア地域で構成される国家。ゾギリアとは対立している。自由主義の下に相互安全保障を結んでいる。上層部はあまりカップリングシステムを重要視していない。ネクトオリビウムの産出地域はオーストラリアが主流で、他に北米や日本の山中などでも取れるが、ゾギリアと比べると少量である。
大ゾギリア共和国
西暦2088年の世界を二分する大国の一つ。通称「ゾギリア」。主にロシアや中国、東南アジア地域で構成される国家。かつては中央アジアの小国だったが、2014年にネクトオリビウムを発見して以降、周辺国のロージナ連邦や大華国を飲み込み、版図を拡大した。軍では「スラーヴァ・ゾギリア（ロシア語でゾギリアに栄光あれ）」と挨拶し合う習慣がある。

### 地名・施設
誠應高校
西暦2014年の世界で青葉や雛が通っていた高等学校。都立高校で東京都渋谷区笹塚にあると設定されている。2088年の世界では約8年前に戦禍に遭い校舎は大破、閉鎖されたままになっているところを青葉・まゆかが訪れている。
高等戦術システム研究開発ラボ
太平洋上に建造された自由条約連合の秘密研究施設。ここでルクシオンとブラディオン、シグナスが開発された。第2話にてゾギリア軍の襲撃を受ける。青葉がタイムスリップしてきた場所でもある。
千歳基地
日本の北海道にある極東方面では最大の連合軍基地。民間空港の千歳空港と隣接し、ギガ・ライナーやエア・ライナーなどの民間機が運航している。ディオが父親や妹と再会した場所。後にアルフリード率いるゾギリアの大軍勢の攻撃を受ける。
レイク・ルイーズ
カナダのアルバータ州の山地に置かれた連合軍の特殊作戦学校。カップリングシステムの研究と、カップラーの養成のために極秘裏に設立された機関で、ディオやフロムが訓練を受けていた場所。
無人島
第8話で暴風雨に巻き込まれた青葉とヒナが不時着した孤島。人は住んでいない。二人は雨を避けるため洞窟へ避難するが、土砂崩れが起きて閉じ込められてしまった。
ハワイ基地
第10話でシグナスが入港した連合軍の重要拠点。オアフ島のホノルルにあり、フェルミの研究所も置かれている。後にゾギリアの工作部隊に潜入され、ルクシオンとブラディオンが強奪されてしまう。
アラスカ基地
巨大ネクター砲のガラプーシカやハーンの研究施設を擁するゾギリア軍基地。司令官はカガン中将。諜報部の誤情報のせいでろくな戦力が残っていなかった。
香港基地
エフゲニー・ケダールことビゾンのクーデター政権が本部を置いたゾギリア軍基地。行政府兵士を中心とした政権は一般兵の支持を得られず、まもなく瓦解した。

### 技術・兵器
ヴァリアンサー
西暦2088年の世界で連合・ゾギリア両軍が使用している人型機動兵器。単独で空中の飛行が可能。ネクトオリビウムを動力源とし、現在のベリルやクーゲルといった主力機は第三世代にあたる。多脚型作業機から派生した「ヴァリアトラス」、「ギガース」と呼ばれるものが第一世代、ゾギリアが開発し初めて飛行を可能とした「ドーブリェスヌィ」が第二世代であり、その後人型機動兵器は全て「ヴァリアンサー」と呼称されるようになる。現在は超高速戦闘機動が可能な第四世代の開発が行われている。武装は実弾兵器が主流であり、飛行を前提とした機体のため装甲もそれ程厚くない。それ故、小口径の弾丸であっても致命的な損傷となってしまう。それを運動性・機動力で回避するのがパイロットの腕の見せ所と言える。
カップリングシステム
連合がゾギリアに対抗すべく実用化した新システム。2人のヴァリアンサー搭乗者の感覚を脳だけでなく全てを共有（リンク）させ、互いの戦闘能力を劇的に向上させることができる。「SSV計画」という超音速のヴァリアンサーを生み出すための計画が元であり、2機の機体と2人のパイロットを同期させて超高速戦闘に必要な処理能力を得ることを目的としていたが、システム開発初期は技術が不十分で、被験者に深刻な後遺症をもたらす欠陥があった。西暦2088年時点では大幅に改善されている。ただし、システムの強制終了はパイロットの脳に負担を与え、最悪人格を崩壊させかねない事態に陥る場合がある。カップリング可能領域を広げることでバディ機の位置特定や、遠隔起動すらも可能となる（反面、エネルギーの消費が激しい）。なお、システムの起動は「プロポージング」、解除は「デカップリング」、システムの適合者は「カップラー」と呼称される。
青葉とディオの場合、当初のシステム持続時間は300秒だったが、戦闘経験の蓄積や2人の強いシンクロ率によってさらに時間が延長している。フェルミ曰く「素粒子レベルでタイムリープを行うことで情報伝達を行っている」とのこと。
完結編では、単独でのカップリングや3機同時のカップリングも可能なことが明かされた。単独での起動は「スタンドアローンモード」と呼ばれ、システム内に疑似人格を作り、それと仮想リンクすることで可能になるが、本来の使い方とは異なるために、パイロットへの負担も大きく、稼動時間も少ないという欠点がある。また、このモードはデータの受信の必要が無いため、余った送信データを他で稼働しているカップリングシステムへのジャミング（ノイズ）攻撃として利用できる。
最初期のカップリングマシンの前身となる概念実証実験では、弓原雛が西暦2088年の未来にタイムリープした現象が起きた。第一カップリング理論はJ.J.カップリング教授（公式BD試し読み）が提唱している。
ガラプーシカ
ゾギリア軍がアラスカ基地で秘密裏に建造していた超長距離戦略重要塞砲。全長420mもの大きさを誇る巨大なネクター砲で、連合側の呼称は「ゴーゴン」。レーネ曰く、「都市を一撃で破壊できる」。エネルギー源はネクトオリビウムそのものであり、一発撃つたびにゾギリアのネクトオリビウム採掘量一年分を消費するという、非常に燃費が悪い兵器である。連合のアラスカ基地攻略部隊に向けて放たれた際は、射線軸上の山脈を消しとばし艦隊の半分以上を撃沈した。その後、カップリング中の青葉とヒナへ向け第二射を放つが、戦場の上空に特異点を発生させてしまう。最後は戦線を連合軍に突破され、基地ごと接取される。その後、完結編にて軍事衛星の砲撃によりアラスカ基地もろとも消滅した。
ゴーゴン / 宇宙用ガラプーシカ
完結編に登場。アラスカ基地のガラプーシカをベースにゾギリア軍が宇宙で建造していた軍事衛星。ガラプーシカの4倍から5倍はある超巨大なネクター砲を搭載している。倉光によれば完成には数週間から数カ月程度はかかる未完成兵器と見られていたが、実際には既に完成していた。そして連合とゾギリアの戦闘中、ビゾンの命令により味方の犠牲すら厭わず発射され、砲撃は両軍の大半を飲み込んだ上に、地球のアラスカ基地を直撃し、消滅させた。その後、ビゾンが死の寸前に再起動させ、内部に貯蔵されていた3年分のネクトオリビウムを解放。地球環境を破壊するために世界有数のネクトオリビウム産出地帯が目標と定められる。装備されている強固なネクターカーテンで艦砲射撃すら無効化していたが、青葉とディオの時間跳躍による連携近接攻撃で破壊された。

### その他の用語
ネクトオリビウム
21世紀の前半（2014年）に発見された画期的な新エネルギー資源。濃緑色の結晶状の物質で高温高圧下にて非常に強いエネルギーを発する。既存の化石燃料を駆逐し、軍事面ではヴァリアンサーや航空艦、ネクター砲といった技術革新をもたらした。当初はラテン語でオリーブを意味する「オリビウム」と呼ばれていたが、後に研究者がギリシア神話の霊薬「ネクタル」に例えて「ネクトオリビウム」という名称になった。産出する地域はゾギリアを中心に偏っている。

## スタッフ
スタッフは本作品が初監督作となる田辺泰裕を始めとして、比較的キャリアの浅い若手クリエーターで構成されている。プロデューサーの平山理志によるとこれはクリエーターのネームバリューによって作品に対する先入観が発生することを防ぐためと、若手スタッフにチャンスを与えるためとしている。
- 原作 - 矢立肇
- 監督 - 田辺泰裕
- シリーズ構成 - BCプロジェクト
- キャラクターデザイン・アニメーションディレクター - 稲吉智重、稲吉朝子
- チーフアニメーター - 藤井智之、鈴木勘太
- メカデザイン - 鈴木勘太、徳田大貴、川原智弘、大河広行
- セットデザイン - 高橋武之
- デザインワークス - 神宮司訓之、金田正彦、森岡賢一、木村智
- スタジオディレクター - 三宅和男
- 特技監督 - 川原智弘
- 美術監督 - 衛藤功二、杉浦美穂
- CGプロデューサー - 井野元英二
- 色彩設計 - 横山さよ子
- 撮影監督 - 江間常高
- 編集 - 今井大介
- 音響監督 - 鶴岡陽太
- 音楽 - 加藤達也
- 音楽プロデューサー - 伊藤善之、吉江輝成
- プロデューサー - 平山理志、槙本裕紀、佐竹伸也
- 企画プロデューサー - 田中紀明
- アニメーション制作 - サンライズ
- 製作 - バディ・コンプレックス製作委員会（サンライズ、バンダイビジュアル、バンダイナムコゲームス、バンプレスト、ランティス、バンダイチャンネル、バンダイナムコライブクリエイティブ）

## 主題歌
オープニングテーマ「UNISONIA」（第1話 - 第3話、第5話 - 第12話、完結編〈前編・後編〉）
作詞 - 唐沢美帆 / 作曲 - fandelmale（Arte Refact） / 編曲 - 酒井拓也（Arte Refact） / 歌 - TRUE
- オープニング曲パートの無い第4話と第13話では不使用。

エンディングテーマ「あの空に還る未来で」
作詞 - こだまさおり / 作曲・編曲 - 矢鴇つかさ（Arte Refact） / 歌 - ChouCho
挿入歌「TWIN BIRD」（完結編後編）
作詞 - 唐沢美帆 / 作曲・編曲 - 加藤裕介 / 歌 - TRUE

## 各話リスト
| 話数   | サブタイトル            | 脚本              | 絵コンテ                   | 演出              | 作画監督                   | 作画監督   | 総作画監督 |
| 話数   | サブタイトル            | 脚本              | 絵コンテ                   | 演出              | キャラクター               | メカニック | 総作画監督 |
| ------ | ----------------------- | ----------------- | -------------------------- | ----------------- | -------------------------- | ---------- | ---------- |
| 第1話  | 出会い                  | 浦畑達彦          | 田辺泰裕 川原智弘 三宅和男 | 宅野誠起          | 吉田南 小丸敏之            | 鈴木勘太   | 藤井智之   |
| 第2話  | ナイスカップリング      | 浦畑達彦 野村祐一 | 大橋誉志光                 | 博史池畠          | 愛敬由紀子                 | 山根理宏   | 稲吉朝子   |
| 第3話  | 再会                    | 浦畑達彦          | 稲江仁 渡邊哲哉 宅野誠起   | 喜多幡徹          | 木村智                     | 大塚健     | -          |
| 第4話  | 決断の時                | 砂山蔵澄          | 宮浦栗生                   | 南川達馬          | 大杉尚広 永富浩司          | 才木康寛   | -          |
| 第5話  | 傷跡                    | 木村暢            | 田辺泰裕 稲江仁 宅野誠起   | 宅野誠起 倉谷涼一 | 高部光章 後藤望            | 永田正美   | -          |
| 第6話  | もう一人のカップラー    | 野村祐一          | 渡邊哲哉                   | 佐藤広雪          | 藤井智之                   | 徳田大貴   | -          |
| 第7話  | バディ                  | 浦畑達彦          | 田中孝行                   | 小林浩輔          | 江上夏樹 本田敬一 今井雅美 | 鈴木勘太   | -          |
| 第8話  | 嵐の夜                  | 木村暢            | 宮浦栗生                   | ところともかず    | 稲吉朝子 越智博之          | 山根理宏   | -          |
| 第9話  | カップリングシステム    | 砂山蔵澄          | 渡邊哲哉                   | 飛田剛            | 宮前真一 吉田南            | 徳田大貴   | -          |
| 第10話 | 父と子                  | 野村祐一          | 森邦宏                     | 南川達馬          | 大杉尚広 川石もも 本田敬一 | 才木康寛   | -          |
| 第11話 | 真実                    | 木村暢            | 大畑晃一                   | 岡田堅二朗        | 永富浩司 後藤望            | 永田正美   | -          |
| 第12話 | ふたりの絆              | 砂山蔵澄          | 阿保孝雄 森邦宏            | ところともかず    | 江上夏樹 今岡大 本田敬一   | 徳田大貴   | -          |
| 第13話 | アクセプション          | 浦畑達彦          | 稲江仁 田中孝行            | 亀井治            | 藤井智之 齋田博之          | 鈴木勘太   | -          |
| 完結編 | あの空に還る未来で 前編 | 木村暢            | 阿保孝雄                   | 三宅和男          | 稲吉朝子 藤井智之          | 徳田大貴   | -          |
| 完結編 | あの空に還る未来で 後編 | 木村暢            | 田辺泰裕                   | 田辺泰裕          | 稲吉智重                   | 鈴木勘太   | -          |

## 放送局
| 放送地域       | 放送局         | 放送期間               | 放送日時                                                  | 放送系列                                 | 備考                             |
| 第1話 - 第13話 | 第1話 - 第13話 | 第1話 - 第13話         | 第1話 - 第13話                                            | 第1話 - 第13話                           | 第1話 - 第13話                   |
| -------------- | -------------- | ---------------------- | --------------------------------------------------------- | ---------------------------------------- | -------------------------------- |
| 東京都         | TOKYO MX       | 2014年1月6日 - 3月31日 | 月曜 0:00 - 0:30（日曜深夜）                              | 独立局                                   | [ 注 5 ] [ 7 ]                   |
| 愛知県         | テレビ愛知     | 2014年1月7日 - 4月1日  | 火曜 1:35 - 2:05（月曜深夜）                              | テレビ東京系列                           |                                  |
| 近畿広域圏     | 読売テレビ     | 2014年1月7日 - 4月1日  | 火曜 2:29 - 2:59（月曜深夜）                              | 日本テレビ系列                           | 『MANPA』第2部                   |
| 日本全域       | BS11           | 2014年1月8日 - 4月2日  | 水曜 0:30 - 1:00（火曜深夜）                              | BS放送                                   | 『ANIME+』枠                     |
| 韓国全域       | ANIPLUS        | 2014年1月8日 - 4月2日  | 水曜 22:30 - 23:00                                        | CS放送、IP放送 ケーブルテレビ ネット配信 | 韓国語字幕あり                   |
| 日本全域       | アニマックス   | 2015年5月26日 - 9月1日 | 火曜 22:00 - 22:30                                        | BS/CS放送                                | リピート放送あり、完結編まで放送 |
| 完結編         |                |                        |                                                           |                                          |                                  |
| 東京都         | TOKYO MX       | 2014年9月29日・9月30日 | 火曜 0:00 - 0:30（月曜深夜） 水曜 0:30 - 1:00（火曜深夜） | 独立局                                   |                                  |
| 日本全域       | BS11           | 2014年9月30日・10月1日 | 水曜 0:30 - 1:00（火曜深夜） 木曜 0:00 - 0:30（水曜深夜） | BS放送                                   | 『ANIME+』枠                     |
| 愛知県         | テレビ愛知     | 2014年9月30日・10月1日 | 水曜 1:35 - 2:05（火曜深夜） 木曜 2:05 - 2:35（水曜深夜） | テレビ東京系                             |                                  |
| 近畿広域圏     | 読売テレビ     | 2014年9月29日・10月6日 | 火曜 2:29 - 2:59（月曜深夜）                              | 日本テレビ系列                           | 『MANPA』第2部                   |

| 放送地域       | 放送局             | 放送期間              | 放送日時                     | 放送系列       | 備考           |
| 第1話 - 第13話 | 第1話 - 第13話     | 第1話 - 第13話        | 第1話 - 第13話               | 第1話 - 第13話 | 第1話 - 第13話 |
| -------------- | ------------------ | --------------------- | ---------------------------- | -------------- | -------------- |
| 日本全域       | バンダイチャンネル | 2014年1月7日 - 4月1日 | 火曜 12:00 更新              | VOD配信        | 製作委員会参加 |
| 日本全域       | バンダイチャンネル | 2014年1月8日 - 4月2日 | 水曜 0:30 - 1:00（火曜深夜） | ライブ配信     | [ 注 6 ] [ 8 ] |
| 完結編         |                    |                       |                              |                |                |
| 日本全域       | バンダイチャンネル | 2014年10月1日         | 木曜 0:00 更新（水曜深夜）   | VOD配信        | 製作委員会参加 |

## 特別編集版
『バディ・コンプレックス -誰も知らない明日へ-』は『サンライズフェスティバル2014 湧昇』で先行上映され、完結編放送前の2014年9月20日よりバンダイチャンネルおよび公式サイトで限定配信された、奈須まゆかのナレーションで振り返るTVシリーズを90分にまとめた特別編集版。

## 関連商品

### Blu-ray
| 巻     | 発売日         | 収録話            | 規格品番  | 規格品番  |
| 巻     | 発売日         | 収録話            | 限定版    | 通常版    |
| ------ | -------------- | ----------------- | --------- | --------- |
| 1      | 2014年3月26日  | 第1話 - 第2話     | BCXA-0862 | BCXA-0856 |
| 2      | 2014年4月25日  | 第3話 - 第4話     | BCXA-0863 | BCXA-0857 |
| 3      | 2014年5月28日  | 第5話 - 第6話     | BCXA-0864 | BCXA-0858 |
| 4      | 2014年6月20日  | 第7話 - 第8話     | BCXA-0865 | BCXA-0859 |
| 5      | 2014年7月25日  | 第9話 - 第10話    | BCXA-0866 | BCXA-0860 |
| 6      | 2014年8月27日  | 第11話 - 第13話   | BCXA-0867 | BCXA-0861 |
| 完結編 | 2014年11月21日 | 完結編 前編・後編 | BCXA-0874 | BCXA-0868 |

### CD
| 発売日        | タイトル           | 規格品番                                            |
| ------------- | ------------------ | --------------------------------------------------- |
| 2014年2月26日 | UNISONIA           | LACM-14203（アーティスト盤） LACM-14204（アニメ盤） |
| 2014年2月26日 | あの空に還る未来で | LACM-14193                                          |
| 2014年2月26日 | ORBITAL LINE       | LACM-14194                                          |
| 2014年10月8日 | TWIN BIRD          | LACM-34272（初回限定盤） LACM-14272（通常盤）       |

## 漫画
バディ・コンプレックス
「月刊コミック電撃大王」にて、2014年3月号（2014年1月27日発売）より2014年12月号まで連載された。原作は矢立肇で、漫画は緒原博綺が担当する。全2巻。
1. 2014年3月27日発売、ISBN 978-4-04-866302-1
2. 2014年11月27日発売、ISBN 978-4-04-866986-3

バディ・コンプレックス 戦場のカップリング
「電撃マオウ」にて、2014年3月号（2014年1月27日発売）より2014年10月号まで連載された。原作は矢立肇、バンダイナムコゲームスが協力で、漫画はさいとー栄が担当する。ゲーム版の登場人物が連合・ゾギリア関係なく同じ施設で訓練を積んでいるという設定となっている。全1巻。
1. 2014年9月27日発売、ISBN 978-4-04-866717-3

## ゲーム

### スマートフォンゲーム
「バディ・コンプレックス 戦場のカップリング」のタイトルで、2014年3月にiPhone、Android両方で配信開始。「カップリングシステムを作り出した機関が国家間の垣根を越えて活動するPMC「ヴィーナスヴィーナス」を通して実戦データを収集するため、ゾギリアと連合の戦いに介入する」という設定の元、プレイヤーはPMCの新人隊長となりゲームオリジナルキャラやアニメのキャラと戦ったりカップリングを行い最強の部隊を作り上げるという内容。
テレビアニメのエンドカードではゲームとのコラボ企画として、アニメの主要キャラとゲームオリジナルキャラが共演している。再放送版のエンドカードでは、ゲームのガイド役を務めるオリジナルキャラクター・南雲美月（声 - 茅野愛衣）が原作およびゲームの登場人物の紹介を行う。
2015年3月30日をもってサービス終了となった。
主題歌「ORBITAL LINE」
作詞・歌 - 真崎エリカ / 作曲・編曲 - 五条下位（Arte Refact）

### クロスオーバー作品
スーパーロボット大戦X
2018年3月29日発売、PlayStation 4 / PlayStation Vita用ゲーム。
スーパーロボット大戦X-Ω
iOS / Android用アプリゲーム。
2020年4月に完結編との期間限定コラボイベントが開催。

## webラジオ
バディコン・カップリングRADIO
2014年3月30日から10月12日までバンダイナムコIDネットラジオステーション funラジオにて配信されたWEBラジオ番組。隔週日曜日更新。パーソナリティは、佐藤利奈（エルヴィラ・ヒル役）、白石稔（荻坂三郎太役）。

## エイプリルフール企画
2014年4月1日のエイプリルフール企画として、公式サイトでガチャピンとムックが出演する動画『ガチャピン・チャレンジ「ヴァリアンサー」』が24時間限定で無料配信された。この動画は、BD第6巻完全生産限定版に特典映像として収録（BDにはNGシーンも収録）。
ストーリー
ガチャピンは千歳基地でヴァリアンサーに試乗するが、ロケ中に第7話の撃墜から復活したドルジエフに襲撃される。ガチャピンは加勢に来たムックと見事カップリングを成功させ、ドルジエフはまた撃墜される。
出演
- ガチャピン
- ムック
- エルヴィラ・ヒル
- ネストル・ヴィクトロヴィチ・ドルジエフ（2回目）

スタッフ
- 企画 - サンライズ
- 構成 - 山本太蔵
- 製作 - 10GAUGE
- 作画 - 沓名健一、竹田睦美
- 動画協力 - グラフィニカ
- コラボレーションイラスト - 椛島洋介、稲吉智重、横山さよ子、赤尾英美(T2 Studio)
- スペシャルサンクス - フジテレビKIDS